# Asia Kate Dillon
Pour les articles homonymes, voir Dillon.
Asia Kate Dillon (15 novembre 1984 à Ithaca (New York) aux États-Unis), artiste interprète de cinéma et de télévision non-binaire de nationalité américaine ayant notamment tourné dans Orange Is the New Black, Billions et John Wick Parabellum.

## Carrière
Asia Kate Dillon a un diplôme de l'American Musical and Dramatic Academy (en) de New York après une inscription au programme de formation Meisner de l'atelier d'acteur d'Ithaca, terminé durant sa première année d'école secondaire à l'âge de seize ans — particulièrement précoce. C'est la série télévisée Orange Is the New Black qui révèle Asia Kate Dillon. La série Billions lui vaut une nomination aux Emmy Awards dans la catégorie du meilleur acteur pour son rôle de Taylor Mason,. Son rôle dans Billions est le premier concernant un personnage principal non-binaire à la télévision nord-américaine, et lui a valu une nomination aux Critics' Choice Movie Awards pour le meilleur second rôle dans une série dramatique,,,.

## Vie personnelle
Asia Kate Dillon s'identifie comme non-binaire et utilise pour se désigner les termes anglais they, them et their,.

## Filmographie
Sauf indication contraire, les informations mentionnées dans cette section peuvent être confirmées par la base de données cinématographiques IMDb,  présente dans la section « Liens externes ».

### Cinéma
- 2009: My Popcorn Nights (court-métrage)
- 2011 : Hitting the Wall
- 2016 : We're All Gonna Die (court-métrage)
- 2019 : John Wick Parabellum de Chad Stahelski : L'Adjudicatrice
- 2020 : The Outside Story (en) de Casimir Nozkowski : Inez

### Télévision
- 2015 : Younger (série télévisée)
- 2015 : Opus for All (série télévisée)
- 2015 : Master of None (série télévisée)
- 2016-2017 : Orange Is the New Black (série télévisée)
- 2017-2023 : Billions (série télévisée)
- 2019 : Gen:Lock (en) (web-série d'animation) : Valentina Romanyszyn
- 2019 : Les Simpson : Paula dans l'épisode Marge la bûcheronne
- 2023 : Moon Girl et Devil le Dinosaure